# 羊飼いの礼拝 (カラヴァッジョ)
『羊飼いの礼拝』（ひつじかいのれいはい、伊: Adorazione dei pastori、英: Adoration of the Shepherds）、または『降誕』（こうたん、伊: Natività）は、17世紀イタリア・バロック期の巨匠ミケランジェロ・メリージ・ダ・カラヴァッジョがキャンバス上に油彩で制作した絵画である。1609年にシチリア島メッシーナのカプチン会派教会サンタ・マリア・デッラ・コンチェツィオーネ聖堂 (Santa Maria della Concezione) の祭壇画として描かれたものであるが、聖堂は1908年の地震で崩壊してしまったため、以降、メッシーナ州立美術館に所蔵されている。歴史的資料によると、カラヴァッジョがやはりメッシーナで描いた『ラザロの復活』 (メッシーナ州立美術館) の名声により、メッシーナの元老院が以前にカラヴァッジョの受け取ったことのない非常な高額で依頼した作品である。

## 作品
『新約聖書』中の「マタイによる福音書」 (2:1-12) によれば、イエス・キリストの誕生後、東方三博士 (マギ) が新生児イエスを礼拝しにやってきた。また、「ルカによる福音書」 (2:1-20) は、光と天使により導かれた羊飼いたちがイエスを礼拝しにやってきたことを伝えている。東方三博士の礼拝は初期キリスト教時代以降、広く描かれていたが、羊飼いの礼拝は15世紀の終わりごろになって描かれるようになった。カラヴァッジョがイエスの降誕に関する主題を選んだことは、本作が設置された聖堂の名前が「懐妊の聖母」を意味したことで納得できる。

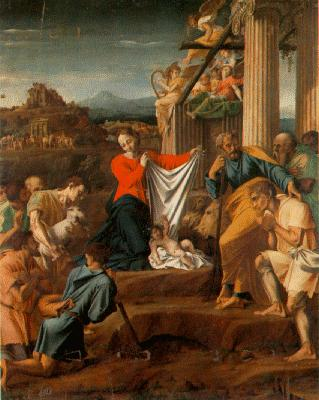
ポリドーロ・ダ・カラヴァッジョ『羊飼いの礼拝』 (1533年)、メッシーナ州立美術館

カラヴァッジョが訪れた当時のメッシーナでは、サンタ・マリア・デッラルト・バッソ聖堂にあったポリドーロ・ダ・カラヴァッジョの『羊飼いの礼拝』 (メッシーナ州立美術館) が広く知られていた。カラヴァッジョがポリドーロの作品を見たことは間違いない。ポリドーロの作品には多くの伝統が描きこまれ、さまざまなことが説明されている。東方三博士の捧げものにならって子羊を持つ者、救世主イエスの誕生を祝う天使たち、『旧約聖書』の律法の世界が終焉したことを示す廃墟などが表されている。遠景左側には、東方三博士の姿も小さく描かれている。
これに対し、カラヴァッジョは「ルカによる福音書」にある「そして(羊飼いたちが) 急いで行って、マリアとヨセフ、また飼い葉桶に寝かせてある乳飲み子を探し当てた」という記述にのみ従っている。牛とロバがいる画面の馬屋では、飼い葉桶に寄りかかりながら藁の上に座る聖母マリアが幼子イエスを抱いている。画面右端にいて、聖母子を見つめるのは聖ヨセフであるが、光輪 (宗教美術) がマリアとヨセフを示している。聖母の右隣で両手を広げて驚きを表す年配の者、片肌を脱いで手を合わせる者、そしてヨセフの背後に立って杖を握りしめる者の3人は羊飼いたちである。その中で、手を合わせる者が、貧しき者の1人として神が生まれてきたことを示唆している。画面下部左端の籠には、パン、ヨセフの大工道具、布地が入っている。羊飼いの礼拝、あるいは降誕がこのように簡素に、そして、あたかも現実生活の一場面であるかのように表現されたことは、以前にはなかった。カラヴァッジョは聖書の物語を表すのに、最小限の登場人物が物語の核心を示すという手法を用いてきたが、本作でもそれは変わらない。
地面に座る聖母は「謙遜の聖母」という図像の伝統が念頭に置かれているように見える。現に、本作がアッシジのフランチェスコの清貧に回帰しようとする、貧しき者のカプチン修道会のために描かれた点を忘れることはできない。降誕を描いた作品では、クリスマスの喜び、救い主誕生の喜びを基調とするのが一般的であるが、この絵画では羊飼いたちの瞑想、幼子イエスの誕生の意味を瞑想する羊飼いたちの姿が描かれている。こうした表現はカプチン会の美学にも一致している。
なお、この絵画は本来、現在より10センチから20センチ高さのあるものであったが、カプチン会的な木の額縁に収めるために上部が切断された。現在の彫刻と金鍍金が施された木の額縁は1923年に取りつけられたものである。